# Ariadna kibonotensis
Ariadna kibonotensis är en spindelart som beskrevs av Albert Tullgren 1910. Ariadna kibonotensis ingår i släktet Ariadna och familjen sexögonspindlar.
Artens utbredningsområde är Tanzania. Inga underarter finns listade i Catalogue of Life.